# Песочки (Новгородская область)
Песочки — деревня в Солецком муниципальном округе Новгородской области России. До 2020 года входила в упразднённое Выбитское сельское поселение.

## География
Деревня находится в западной части Новгородской области, в зоне хвойно-широколиственных лесов, в пределах Приильменской низменности, на левом берегу реки Шелони, при автодороге Р-56.

### Климат
Климат района характеризуется как умеренно континентальный, влажный, с нежарким коротким летом и умеренно холодной зимой. Среднегодовая многолетняя температура воздуха составляет 4,4 °С. Средняя многолетняя температура самого холодного месяца (января) составляет −7,5 °С (абсолютный минимум — −38 °C); самого тёплого месяца (июля) —17,9 °C (абсолютный максимум — 33 °C). Безморозный период длится около 139 дней. Среднегодовое количество атмосферных осадков — 571 мм, из которых большая часть выпадает в тёплый период. Снежный покров держится в течение 126 дней.

## Население
| 2002 | 2010 |
| ---- | ---- |
| 138  | ↘129 |

Согласно результатам переписи 2002 года, в национальной структуре населения русские составляли 96 % из 138 чел.

## Инфраструктура
Личное подсобное хозяйство с зоной сельскохозяйственного использования, индивидуальная застройка усадебного типа. Дачи.
База отдыха Песочки НовГУ.

## Транспорт
Остановка общественного транспорта «Песочки».